# Architectonics III
Architectonics III, Postmetaminimal dream is een compositie van de Est Erkki-Sven Tüür. Het maakt deel uit van een serie van zeven werken voor verschillende kamermuziekensembles in verschillende bezettingen.
Binnen die zeven werken verlangt dit werk de grootste instrumentale bezetting. Het is geschreven voor dwarsfluit/altfluit, klarinet/basklarinet, 2 piano’s/synthesizers, viool, cello en twee percussiespelers. Het werk is geschreven voor het California EAR UNIT. Het vertrek- en eindpunt is de toon "G", die verder in het stuk ook een aantal keren terugkeert. Tussen vertrek- en eindpunt komt een aantal stijlen uit de klassieke muziek van de 20e eeuw voorbij. Zo probeert het ensemble een minimal musiclijn op te zetten, al dan niet voorzien van de gelijksoortige ritmiek. Een solerende violist probeert even later een melodielijn uit te zetten, maar alles gaat uiteindelijk ten onder aan de wil om op "G" te eindigen.
Het California EAR Unit gaf de eerste uitvoering op 23 april 1991 in Los Angeles, hetgeen leidde tot positieve kritieken in de Daily News van aldaar: A striking work 
Van dit werk zijn twee opnamen beschikbaar:
- Uitgave Finlandia/Apex: Het Estse NYYD-Ensemlbe in een opname uit 1996
- Uitgave CCnC: het Absolute Ensemble o.l.v. Kristjan Järvi in een opname van rond 2000